# Saint-Maigrin

Saint-Maigrin este o comună în departamentul Charente-Maritime, Franța. În 1 ianuarie 2022 avea o populație de 533 de locuitori.